# Мончин
Мо́нчин (укр. Мончин) — село на Украине, находится в Погребищенском районе Винницкой области.
Код КОАТУУ — 0523482801. Население по переписи 2001 года составляет 609 человек. Почтовый индекс — 22246. Телефонный код — 4346.
Занимает площадь 0,246 км².

## Адрес местного совета
22246, Винницкая область, Погребищенский р-н, с. Мончин, ул. Центральная, 61